# رود گاگرا
رودخانه گاگرا ((به انگلیسی: Ghaghara);هندی: घाघरा; Ghāghrā [ˈɡʱɑ:ɡrɑ:]; نپالی: कर्णाली; Karṇālī [kʌrˈnɑ:li:]; چینی: 加格拉河; Jiāgélāhé [t͡ɕi̯ákɤ̌láxɤ̌]) یا رود کارنالی رودی دائمی است که در نپال و هند جریان دارد. سرچشمه این رودخانه نزدیک دریاچه ماناساروار (به انگلیسی: Manasarovar)در منطقه خودمختار تبت قرار دارد و به رودخانه گنگ می‌ریزد.